# Paraleptognathia longiremis
Paraleptognathia longiremis är en kräftdjursart som först beskrevs av Wilhelm Lilljeborg 1864. Enligt Catalogue of Life ingår Paraleptognathia longiremis i släktet Paraleptognathia, överfamiljen Paratanaoidea, ordningen tanaider, klassen storkräftor, fylumet leddjur och riket djur, men enligt Dyntaxa är tillhörigheten istället släktet Paraleptognathia, familjen Anarthruridae, ordningen tanaider, klassen storkräftor, fylumet leddjur och riket djur. Arten är reproducerande i Sverige. Inga underarter finns listade i Catalogue of Life.